# Dinkha IV.

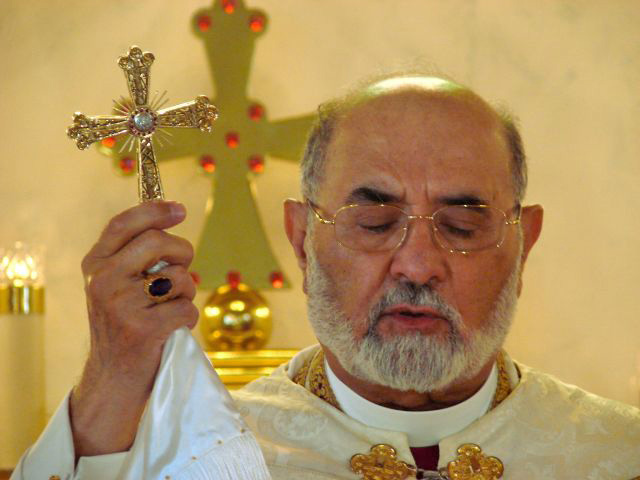
Katholikos Dinkha IV. (2008)

Mar Dinkha IV. Khanania, arabisch مار دنخا, DMG Mār Dinchā, syrisch ܡܪܝ ܕܢܚܐ ܪܒܝܥܝܐ (* 15. September 1935 in Derbenduk (Darbandoki), Irak; † 26. März 2015 in Rochester, Minnesota) war ein Katholikos-Patriarch der „Heiligen Katholischen Apostolischen Assyrischen Kirche des Ostens“.

## Leben
Mar Dinkha IV. (Taufname Khanania) war der Sohn des Andreas Soro (1907–1999) und dessen Gattin Panna († 1968), Nachkomme einer Familie, der durch Erbfolge (Onkel – Neffe) 17 Bischöfe seiner Kirche entstammen, zuletzt sein in Urmia und Solduz (Iran) tätiger Großonkel, der Märtyrerbischof Mar Dinkha von Tis († 23. Februar 1915 bei Urmia). Er gehörte zum assyrischen Nochiya-Stamm.
Khanania wurde auf traditionelle Weise auf die Übernahme des Bischofsamtes vorbereitet (Fleischverzicht der Mutter während der Schwangerschaft, vegetarische Ernährung von Jugend an). Er lernte ab 1947 bei Mar Yosip Khnanisho (1914–1977), dem Metropoliten und Vertreter des Katholikos-Patriarchen im Irak, wurde von diesem in Harir 1949 zum Diakon, 1957 zum Priester geweiht und wirkte ab 1958 als Seelsorger in Abadan (Iran) und Teheran. Auf Vorschlag seiner Gemeinde weihte ihn dort Katholikos-Patriarch Shimun XXIII. († 6. November 1975) am 11. Februar 1962 zum Metropoliten von Teheran und ganz Iran, dem ersten im Iran seit dem Ersten Weltkrieg. Am 17. Oktober 1976 wurde er von sechs (darunter zwei umstrittenen italienischen) Bischöfen oder Bischofsvertretern in der anglikanischen Barnabas-Kirche von Ealing bei London als Shimuns Nachfolger inthronisiert. Vorsteher der Wahlsynode und Hauptkonsekrator war Metropolit Mar Timotheus von Malabar und Indien († 6. August 2001). Mar Dinkha IV. galt als 120. Inhaber der Kathedra von Seleukia-Ktesiphon („Babylon“). Zunächst in Teheran residierend, war er seit 1984 in den USA ansässig.
In Mar Addai II. hatte er einen Gegenpatriarchen im Irak, in Deutschland vertreten durch Timotheus Mar Shallita.

## Wirken
Durch Besuche in der Sowjetunion 1981 und 1988 beendete Mar Dinkha IV. die seit 1920 dauernde Isolierung der dortigen Assyrer-Gemeinschaft von der Mutterkirche.
Am 11. November 1994 unterzeichneten Katholikos-Patriarch Mar Dinkha IV. und der römisch-katholische Papst Johannes Paul II. eine gemeinsame Erklärung zur Christologie, die die Einheit beider Kirchen im Glauben an Christus feststellt.
Im November 1995 konnte Mar Dinkha IV. nach drei Jahrzehnten die 1964 durch die Auseinandersetzungen von Mar Thomas Darmo und Katholikos-Patriarch Shimun XXIII. entstandene Spaltung der Assyrischen Kirche in Indien beenden. Versuche der Einigung mit dem rivalisierenden Katholikos-Patriarchen Addai II. blieben bis zu seinem Tod erfolglos.
Im Winter 2005/2006 überwarf sich Mar Dinkha IV. mit seinem „Ökumenebischof“ Mar Bawai Soro (bürgerlich Ashur Soro) und enthob ihn des Bischofsamtes. Mar Bawai Soro und seine Anhänger traten 2008 der Chaldäisch-katholischen Schwesterkirche bei. Die langfristigen Folgen der Streitigkeiten sind derzeit ungewiss.